# گریگوری گومیس
گریگوری گومیس (انگلیسی: Grégory Gomis؛ زادهٔ ۴ نوامبر ۱۹۹۰) بازیکن فوتبال اهل فرانسه است.
از باشگاه‌هایی که در آن بازی کرده‌است می‌توان به باشگاه ورزشی السیلیه اشاره کرد.
وی همچنین در تیم ملی فوتبال گینه بیسائو بازی کرده‌است.